# Katie Eberling
Katie Eberling (née le 7 août 1989) est une bobeuse américaine.  

## Palmarès

### Championnats monde
- Médaille d'argent en bob à deux aux Championnats du monde de la FIBT 2013.
- Médaille de bronze en bob à deux aux Championnats du monde de la FIBT 2012.

### Coupe du monde
- 6 podiums  : 
  - en bob à 2 : 1 deuxième place et 5 troisièmes places.